# Championnat du Koweït de football 2005-2006
Navigation
Saison précédente Saison suivante
La saison 2005-2006 du Championnat du Koweït de football est la quarante-quatrième édition du championnat de première division au Koweït. La Premier League regroupe les quatorze meilleurs clubs du pays, regroupés au sein d'une poule unique où ils s'affrontent deux fois au cours de la saison, à domicile et à l'extérieur. À l'issue du championnat et pour permettre le passage à huit clubs, seuls les huit premiers du classement se maintiennent en première division.
C'est le club d'Al Kuwait Kaifan qui remporte le championnat après avoir terminé en tête du classement final, avec quatre points d'avance sur le triple tenant du titre, Qadsia Sporting Club et huit sur Al-Salmiya SC. C'est le 8e titre de champion du Koweït de l'histoire du club.

## Les clubs participants
| - Al Arabi Koweït - Al-Salmiya SC - Kazma Sporting Club - Al Nasr Koweït - Solaybeekhat - Al Tadamon Farwaniya - Al Jahra | - Al Shabab Koweït - Al Sahel - Al Kuwait Kaifan - Qadsia Sporting Club - Al Yarmouk - Al Fehayheel - Khitan FC |

## Compétition

### Classement
Le barème utilisé pour établir le classement est le suivant :
- Victoire : 3 points
- Match nul : 1 point
- Défaite : 0 point

| Rang | Équipe                 | Pts | J  | G  | N | P  | Bp | Bc | Diff |
| ---- | ---------------------- | --- | -- | -- | - | -- | -- | -- | ---- |
| 1    | Al Kuwait Kaifan       | 66  | 26 | 21 | 3 | 2  | 63 | 10 | +53  |
| 2    | Qadsia Sporting Club T | 62  | 26 | 19 | 5 | 2  | 67 | 14 | +53  |
| 3    | Al-Salmiya SC          | 58  | 26 | 18 | 4 | 4  | 78 | 24 | +54  |
| 4    | Al Arabi Koweït C      | 56  | 26 | 17 | 5 | 4  | 58 | 15 | +43  |
| 5    | Kazma SC               | 50  | 26 | 14 | 8 | 4  | 47 | 19 | +28  |
| 6    | Al Tadamon Farwaniya   | 39  | 26 | 10 | 9 | 7  | 34 | 30 | +4   |
| 7    | Al Sahel               | 31  | 26 | 8  | 7 | 11 | 23 | 36 | -13  |
| 8    | Al Fehayheel           | 31  | 26 | 8  | 7 | 11 | 20 | 41 | -21  |
| 9    | Al Yarmouk             | 29  | 26 | 7  | 8 | 11 | 32 | 42 | -10  |
| 10   | Al Nasr Koweït         | 24  | 26 | 6  | 6 | 14 | 21 | 36 | -15  |
| 11   | Al Jahra               | 24  | 26 | 6  | 6 | 14 | 21 | 43 | -22  |
| 12   | Khitan FC              | 13  | 26 | 3  | 4 | 19 | 14 | 68 | -54  |
| 13   | Al-Shabab Koweït       | 12  | 26 | 3  | 3 | 20 | 25 | 69 | -44  |
| 14   | Solaybeekhat           | 12  | 26 | 3  | 3 | 20 | 15 | 71 | -56  |

|  | Qualification pour la Ligue des champions de l'AFC 2007                     |
|  | Qualification pour la Coupe des clubs champions du golfe Persique 2006-2007 |
|  | Relégation directe en deuxième division                                     |
|  | T : Tenant du titre C : Vainqueur de la Coupe du Koweït                     |

## Bilan de la saison
| Championnat du Koweït de football 2005-2006           |                                                                            |
| Champion                                              | Al Kuwait Kaifan (8e titre)                                                |
| Coupes et trophées                                    |                                                                            |
| Vainqueur de la Coupe du Koweït 2005-2006             | Al Arabi Koweït                                                            |
| Qualifications continentales                          |                                                                            |
| Ligue des champions de l'AFC 2007                     | Al Kuwait Kaifan                                                           |
| Ligue des champions de l'AFC 2007                     | Al Arabi Koweït                                                            |
| Coupe des clubs champions du golfe Persique 2006-2007 | Qadsia Sporting Club                                                       |
| Coupe des clubs champions du golfe Persique 2006-2007 | Al-Salmiya SC                                                              |
| Promotions et relégations                             |                                                                            |
| Promus en Premier League                              | Aucun                                                                      |
| Relégués en First Division                            | Al Yarmouk Al Nasr Koweït Al Jahra Khitan FC Al Shabab Koweït Solaybeekhat |